# Birger Åsander
Lars Birger Åsander (ur. 13 lipca 1909 w Kramfors, zm. 17 stycznia 1984 w Sztokholmie) – szwedzki aktor. Na przestrzeni lat 1938–1980 wystąpił w około 100 produkcjach filmowych i telewizyjnych.

## Wybrana filmografia
- Dzieci (Barnen från Frostmofjället, 1945)
- Mästerdetektiven och Rasmus (1953)
- Blåjackor (1964)
- Pistolen (1973)